# O Grove
O Grove – gmina w Hiszpanii, w prowincji Pontevedra, w Galicji, o powierzchni 21,89 km². W 2011 roku gmina liczyła 11 236 mieszkańców.